# بول هوف
بول هوف (بالإنجليزية: Paul Hough)‏ هو مخرج بريطاني، ولد في 4 أغسطس 1974 في لندن الكبرى في المملكة المتحدة.

## وصلات خارجية
- بول هوف على موقع IMDb (الإنجليزية)
- بول هوف على موقع ألو سيني (الفرنسية)
- بول هوف على موقع أول موفي (الإنجليزية)
- بول هوف على موقع قاعدة بيانات الأفلام السويدية (السويدية)
- بول هوف على موقع قاعدة بيانات الفيلم (الإنجليزية)
- بول هوف على موقع كينوبويسك (الروسية)